# Tyromancja
Ten artykuł opisuje teorie, metody lub czynności niezgodne ze współczesną wiedzą naukową.
Tyromancja – metoda wróżenia przy użyciu sera. Pisemne wzmianki o tej praktyce pochodzą z II wieku n.e., a szczyt swojej popularności osiągnęła ona w średniowieczu oraz we wczesnej epoce nowożytnej. W XXI wieku praktyka ta czerpie z metod interpretacji snów oraz starych podręczników magicznych.

## Historia
Pierwsza znana wzmianka o tyromancji znajduje się najprawdopodobniej w Oneirocritice, traktacie o interpretacji snów z II wieku n.e. autorstwa greckiego filozofa i wróżbity Artemidora. Twierdził on, że tyromancja należy do najmniej wiarygodnych form wróżbiarstwa, pisząc, że „prawda pochodzi tylko od ofiarników, ptasich wróżbitów, astrologów, obserwatorów cudów, tłumaczy snów i badających wnętrzności”. Tyromantów zaliczał do „fałszywych wróżbitów”, obok wróżbitów używających kości do gry, sit, oraz nekromantów. Na II Soborze Efeskim w 449 roku biskup Sofroniusz z Telli został oskarżony o różne formy wróżbiarstwa, w tym tyromancję i owomancję (wróżenie z jajek).
W artykule dla magazynu kulinarnego Saveur współczesna tyromantka Jennifer Billock twierdzi, że wróżenie z sera cieszyło się największą popularnością w rolniczej Anglii w średniowieczu i wczesnej epoce nowożytnej. Uważa, że używanie sera było wygodniejsze niż wcześniejsze metody, takie jak molybdomancja (wróżenie z roztopionego metalu), ponieważ większość rodzin posiadała bydło mleczne lub inne zwierzęta produkujące mleko. Według Billock tyromancja niemal całkowicie zanikła do lat 20. XX wieku. Spekuluje, że mogło to mieć związek z rosnącą popularnością talii kart tarota Rider–Waite, wprowadzonej w 1909 roku. Billock jednak nie podaje źródeł dla swoich twierdzeń, dlatego ich wiarygodność jest niejasna.
W 2023 roku praktyka Billock została przedstawiona przez CBC News w Kanadzie i ABC News w Australii. Opisała tyromancję jako zabawną formę wróżbiarstwa, ponieważ uczestnicy mogą zjeść ser po odczytaniu swojej wróżby.

## Metoda
Według ABC News, tyromancja to wróżenie „poprzez obserwację sera, szczególnie podczas jego koagulacji”, przy czym zwraca się uwagę na zapach, wzory i teksturę sera. Jennifer Billock opisuje ją jako „praktykę wróżenia z sera”. Jej metoda polega na szukaniu kształtów i symboli w serze, poprzez obserwację rowków, dziur i plamek na skórce. Niektóre z symboli, które interpretuje, to: serce — oznaczające miłość, strzała — podróż, pies — towarzystwo, niemowlę — zmiana. Swoją metodę opiera na starych podręcznikach magicznych i transkrypcjach ksiąg o interpretacji snów, zaznaczając, że „nie istniało żadne centralne źródło informacji o tyromancji”. Valya Dudycz Lupescu pisała, że niektóre metody tyromancji, jak np. obserwacja dziur w serach typu szwajcarskiego, mogą opierać się również na numerologii. Billock twierdzi, że do wróżenia nadaje się każdy rodzaj sera. Najlepsze są te z „widocznymi nieregularnościami na powierzchni”, jak sery pleśniowe. Sery o gładkiej powierzchni należy przełamać na pół lub pokruszyć na talerzu, by odczytać wzory pęknięć lub kształty utworzone przez okruchy.

## Kultura popularna
W jednym z odcinków animowanego serialu Kipo i Dziwozwierze występują trzy kozie czarownice, siostry Chevre, które wróżą z sera. W grze wideo Wiedźmin 3: Dziki Gon znajduje się zadanie o nazwie „O mleku i ciemności”, w którym pojawia się mag powiązany z tyromancją.